# Evert Feyaerts
Evert Feyaerts (18 oktober 1986) is een Belgische atleet, die zich had toegelegd op de sprint. Hij werd eenmaal Belgisch kampioen.

## Loopbaan
In 2010 werd Feyaerts Belgisch indoorkampioen op de 400 m. Hij is aangesloten bij Vilvoorde Atletiek Club.
Nadien Feyaerts legde zich mee toe op de langere afstanden en liep hij zelfs marathons.

## Belgische kampioenschappen
Indoor
| Onderdeel | Jaar |
| --------- | ---- |
| 400 m     | 2010 |

## Persoonlijke records
Outdoor
| Onderdeel | Prestatie | Datum           | Plaats  |
| --------- | --------- | --------------- | ------- |
| 400 m     | 47,66 s   | 5 augustus 2007 | Brussel |

Indoor
| Onderdeel | Prestatie | Datum            | Plaats |
| --------- | --------- | ---------------- | ------ |
| 400 m     | 48,47 s   | 20 februari 2005 | Gent   |

## Palmares
400 m
- 2004:  BK indoor AC – 49,18 s
- 2004:  BK AC – 48,03 s
- 2005:  BK indoor AC – 48,47 s
- 2008:  BK indoor AC – 48,75 s
- 2010:  BK indoor AC – 49,09 s